# Giacomo Manzoni
Giacomo Manzoni (ur. 26 września 1932 w Mediolanie) – włoski kompozytor i pedagog.

## Życiorys
W dzieciństwie grał na akordeonie i pobierał lekcje gry na fortepianie. Od 1948 był uczniem Gino Contilliego, włoskiego pioniera dodekafonii, w Liceo musicale w Mesynie. W latach 1950–1954 studiował w Konserwatorium w Mediolanie, gdzie uzyskał dyplom z fortepianu (1954) i kompozycji (1956). Jednocześnie studiował germanistykę na mediolańskim Uniwersytecie Bocconiego. Po studiach w Tybindze w 1955 obronił pracę doktorską na podstawie dysertacji w języku niemieckim na temat roli muzyki w twórczości Thomasa Manna. W 1956 i 1957 uczestniczył w Międzynarodowych Letnich Kursach Nowej Muzyki w Darmstadcie. 
W 1962 rozpoczął karierę pedagogiczną. Początkowo uczył harmonii i kontrapunktu w Konserwatorium w Mediolanie. W latach 1969–1974 wykładał kompozycję w Konserwatorium w Bolonii, a następnie powrócił do mediolańskiego konserwatorium na analogiczne stanowisko, gdzie wykładał w latach 1974–1991.
W 1982 przebywał w Berlinie jako stypendysta DAAD. Od 1988 prowadził mistrzowską klasę kompozycji w Scuola di musica we Fiesole, a także seminaria i kursy m.in. w Pescarze, San Marino, na Uniwersytecie w Parmie, w Granadzie, Buenos Aires, Berlinie, Vancouver, Kordobie, Santiago, Osace.
W latach 1955–1956 był redaktorem w czasopiśmie muzyki współczesnej „Il Diapason”, a od 1958 do 1966 pracował jako krytyk muzyczny w gazecie „l’Unità”. Był członkiem rady redakcyjnej „Dizionario”, a później „Enciclopedia della musica” wydanej w 1964. Przetłumaczył na włoski dzieła Theodora Adorna: Philosophie der neuen Musik (Turyn, 1959) i Dissonanzen (Mediolan, 1959), a także Arnolda Schönberga: Harmonielehre (Mediolan, 1963), jego prace dydaktyczne oraz zbiór niepublikowanych esejów, wydanych pod tytułem Analisi e pratica musicale (Turyn, 1974).

## Odznaczenia i nagrody
(na podstawie materiałów źródłowych)
- 1973 – wyróżnienie na Międzynarodowej Trybunie Kompozytorów UNESCO za Parole da Beckett
- 1986 – Premio Abbiati za utwór wokalny Dedica
- 1989 – Premio Abbiati za operę Doktor Faustus
- 1990 – Złoty Medal za Zasługi dla Szkolnictwa, Kultury i Sztuki (Medaglia d'oro ai benemeriti della scuola, della cultura e dell'arte)[4]
- 1991 – nagroda Omaggio a Massimo Mila za działalność pedagogiczną
- 2007 – Złoty Lew na Biennale Musica w Wenecji za całokształt twórczości muzycznej[5]

## Twórczość
Manzoni był członkiem Włoskiej Partii Komunistycznej (1960–1986) i jego zaangażowanie polityczne jest wyraźnie widoczne w tematyce jego twórczości, zwłaszcza z lat 60. i 70., np. w operze La senteza (1960) poruszającej dylematy rewolucyjnego heroizmu, w Atomtod – operze osadzonej w realiach zimnej wojny (1964) czy w Ombre (1968) – utworze dedykowanym pamięci Che Guevary. 
Jego kompozycje były początkowo utrzymane w stylu postdodekafonicznego ekspresjonizmu, pisane (w całości lub częściowo) techniką serialną. Od początku lat 80. w jego stylu zmienia się język dźwiękowy, faktura staje się bardziej przejrzysta, a motywy i melodyka wyraziście ukształtowana.
Najbardziej znaczące osiągnięcia artystyczne Manzoniego mają związek ze słowem. Kompozytor kładzie nacisk nie tyle na treść, co na formę, traktując tekst jako materiał fonetyczno-dźwiękowy. Tworzy kolaże złożone z luźnych fragmentów zdań i pojedynczych słów, a nawet fonemów, uwypuklając ich walory brzmieniowe i ekspresyjne. Stosuje pełny zakres ludzkiej wokalizacji, od mowy po śpiew, od szeptu po krzyk. Równie duże znaczenie ma dla Manzoniego brzmienie, zestawiane w masywnych blokach dźwiękowych o zróżnicowanej barwie i niekiedy tak gęstej fakturze, że niwelującej znaczenie dźwięków o określonej wysokości.
Skomponował muzykę do filmu fabularnego Malina z 1991, w reż. Wernera Schroetera.

## Wybrane kompozycje
(na podstawie materiału źródłowego)

### Opery
- La sentenza (libr. Emilio Jona), 1960; wyst. Bergamo, 1960
- Atomtod (libr. E. Jona), 1964; wyst. Mediolan, 1965
- Per Massimiliano Robespierre (libr. kompozytor, Luigi Pestalozza i Virginio Puecher), 1975; wyst. Bolonia, 1975
- Doktor Faustus (libr. kompozytor, wg T. Manna), 1988; wyst. Mediolan, 1988

### Utwory orkiestrowe
- Studio per 24 na ork. kameralną, 1962
- Studio no.2, 1963
- Insiemi, 1967
- Multipli na ork. kameralną, 1972
- Variabili, 1973
- Masse: Omaggio a Edgar Varèse z koncertującym fortepianem, 1977
- Lessico na podwójną ork. smyczkową, 1978
- Modulor na 4 grupy ork., 1979
- Ode na ork. kameralną, 1982
- Adagio e solenne, 1990

### Utwory kameralne i na instrumenty solo
- Klavieralbum 1956 na fortepian, 1956
- Improvvisazione na altówkę i fortepian, 1958
- Musica notturna na 5 instr. dętych, fortepian i perkusję, 1966
- Quadruplum na 2 trąbki i 2 puzony, 1968
- Spiel na 11 instr. smyczk., 1969
- Parafrasi con finale na 10 instr., 1969
- Kwartet smyczkowy, 1971
- Percorso a otto na podwójny kwartek dęty, 1975
- Epodo na kwintet dęty, 1976
- Sigla na 2 trąbki i 2 puzony, 1976
- Hölderlin: Epilogo na 10 instr., 1980
- D’improvviso na 6 lub 12 perkusji, 1981
- Incipit na fortepian, 1983
- Nuovo incontro na skrzypce i kwartet smyczk., 1984
- Opus 50 (Daunium) na kwintet dęty, perkusję i kwintet smyczk., 1984
- ‘Die Strahlen der Sonne na 9 instr., 1985
- Frase na klarnet i fortepian, 1988
- To planets and to flowers na kwartet saksofonowy, 1989
- Essa na flet, klarnet basowy i fortepian, 1991
- Opus 75 na 9 instr., 1993
- Musica per Pontormo na kwartet smyczk., 1995
- Furioso na skrzypce i fortepian, 1995

### Utwory wokalno-instrumentalne
- 5 vicariote na chór i ork., 1961
- Don Chisciotte na sopran, mały chór i ork. kameralną, 1961
- Ombre (alla memoria de Che Guevara) na chór i ork., 1968; wyk. pol. Warszawska Jesień (1975)
- Parole da Beckett na 2 chóry, 3 grupy instr. i taśmę, 1971
- Hölderlin (frammento) na chór i ork., 1972
- Dedica (sł. Bruno Maderna) na bas, flet, chór i ork., 1986
- Poesie dell assenza dla spikera i ork. kameralną, 1990
- Il deserto cresce (3 metafore da F. Nietzsche) na chór i ork., 1992
- Allen (sł. Allen Ginsberg) dla spikera i na ork. kameralną, 1996
- Moi, Antonin A., na sopran, spikera i ork., 1997
- O Europa! (sł. Attila József) na sopran i ork., 1999